# Wybory parlamentarne w Islandii w 1979 roku
Wybory parlamentarne w Islandii, odbywające się w dniach 2-3 grudnia 1979.

## Wyniki wyborów
| Partia                                        | Liczba głosów | %    | +/–% | Liczba mandatów | +/– |
| --------------------------------------------- | ------------- | ---- | ---- | --------------- | --- |
| Partia Niepodległości (Sjálfstæðisflokkurinn) | 43 838        | 35,4 | +2,7 | 21              | +1  |
| Partia Postępu (Framsóknarflokkurinn)         | 30 861        | 24,9 | +8,0 | 17              | +5  |
| Związek Ludowy (Alþýðubandalagið)             | 24 401        | 19,7 | -3,2 | 11              | -3  |
| Partia Socjaldemokratyczna (Alþýðuflokkurinn) | 21 580        | 17,4 | -4,6 | 10              | -4  |
| inne                                          | 3 071         | 2,5  |      | 1               | +1  |
| Razem (frekwencja - 89,3%)                    | 126 929       | 100  |      | 60              |     |
| źródło:                                       |               |      |      |                 |     |